# 2019年7月26日香港集會
2019年7月26日香港集會是指於2019年7月26日當日所舉行的反對逃犯條例修訂草案集會，當中包括航空業界機場集會 、伊利沙伯醫院集會和中大靜坐集會。
航空業界機場集會，又稱「和你飛」集會，是在航空業界人士和市民於香港國際機場舉行的一埸集會。以抗議政府未有按議事規則撤回《逃犯條例》修訂、警方執法手法以及元朗無差別暴力事件，要求政府落實民間五大訴求，並強調是次集會並非罷工。而此集會事前已獲警方發出不反對通知書。
伊利沙伯醫院集會，是前線醫護人員在伊利沙伯醫院舉行的集會，回應元朗暴力事件，認為市民不應承受這些恐懼，大會稱超過1500人參與。
中大靜坐集會，又稱「不再沈默，杏林同行」集會，是香港中文大學醫科生下午5時於香港中文大學百萬大道舉行的集會，以表達對近日香港政府及警察漠視市民安全的不滿，並希望香港政府盡快落實市民訴求。大會表示有超過200人參加集會。

## 背景

### 7月21日警民衝突及元朗襲擊
2019年7月21日，示威者與警方發生激烈衝突，期間警方向示威者發射了55枚催淚彈、5發橡膠子彈，和24發海綿彈驅散示威者，多人受傷。而警方被質疑過度使用武力，包括無任何警告下在中區警署外的行人天橋上向橋下的示威者開槍，向示威者頭部開槍。
而同一時間，一批穿着白衫、手繫紅繩之疑似黑社會成員在雞地及港鐵元朗站持械無差別襲擊途人，多人受傷。而警方在市民報案後未有即時制止襲擊，在事發後又指沒見到有白衫人集結的南邊圍村有人持械，當晚入村調查時亦沒有人被拘捕。警方被批評對鄉事及黑社會勢力發動襲擊是早已知情及故意縱容，更有社會輿論指事件涉及「警黑勾結」以及為「恐怖襲擊」。

### 航空業界聯署
7月26日，973名航空業從業員發表聯合聲明，譴責警方於警方對元朗襲擊視若無睹，要求政府回應五大訴求，並質疑警方仍有否能力和操守保障香港的航空安全，以及維持社會治安。他們拍下空勤人員證書或航空業工作證的照片，並附上心聲字句以表達訴求。

### 機場加強保安
7月26日，機場為了加強保安及作防禦，將機場大堂中的的長櫈拆除，而接機大堂的地上被貼上黃線，疑似用作分隔集會人士及旅客。有部分長櫈則拆剩一邊櫈腳，整張椅子傾斜。而機管局發言人回覆《香港01》時指，移走長櫈是為保整體機場運作暢順，暫時未知會否再移走其他長櫈。並會確保機場運作暢順，亦期望參與活動的人士盡量避免影響乘客及機場運作。

## 經過

### 航空業界機場集會

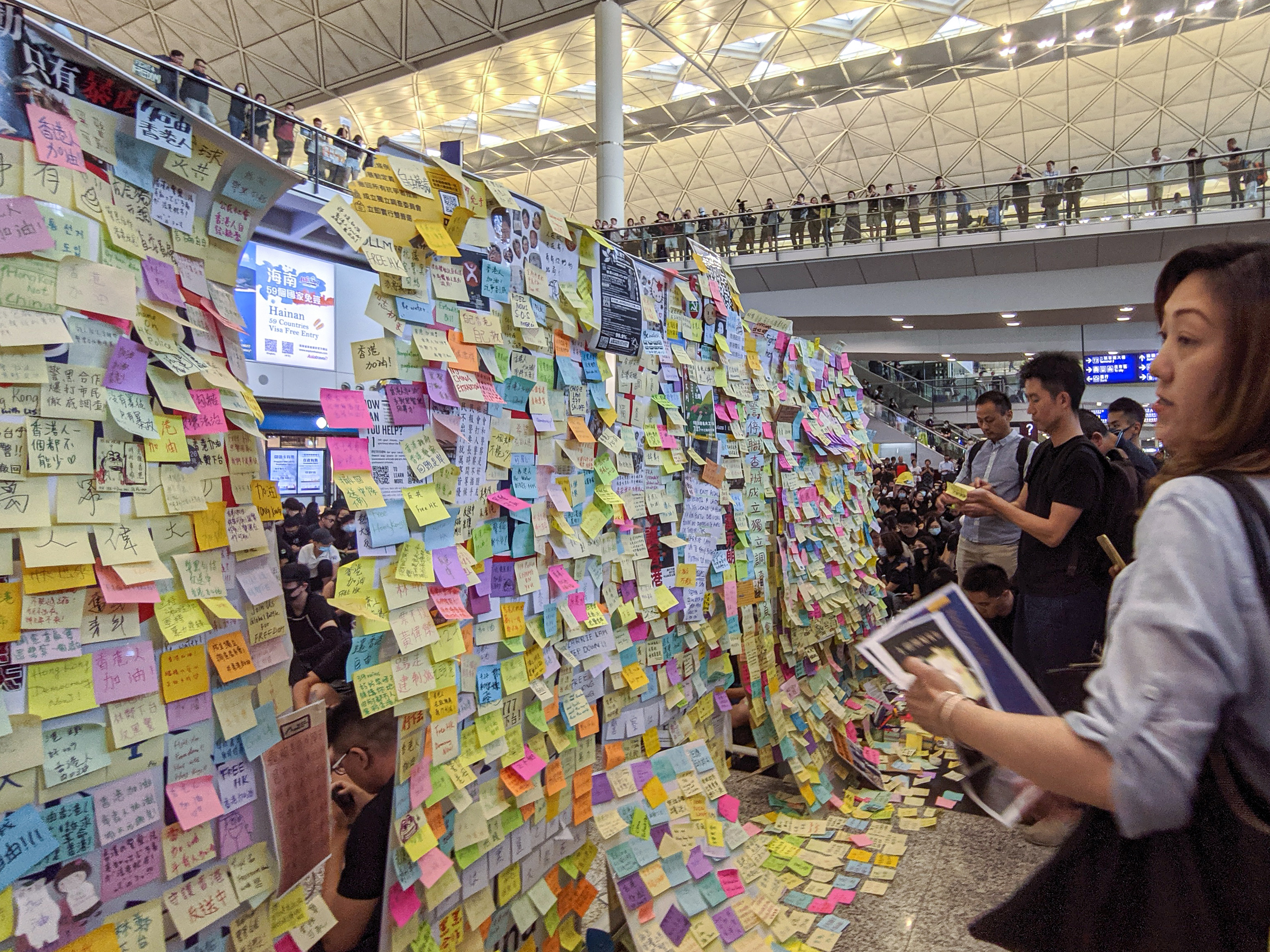
機場一號客運大樓接機大堂設置了連侬牆，供市民和外國旅客發表自己的心聲

在下午1時，多名市民和航空業員工身穿黑衣及戴上口罩，於香港國際機場一號客運大樓接機大堂開始進行集會。參與人士舉牌寫有「旅客警告」、「不要相信警方或政府」和「FREE HONG KONG」等字。現場亦有連儂牆和播放反修例運動的新聞片段，亦有市民利用手推車貼上多語大字報，以及準備了不同語言的單張派發予旅客，講述多個月以來的反對逃犯條例修訂草案運動的經過，以及警方濫用暴力的情況。有人高舉「林鄭月娥　出賣香港」、「林鄭月娥　撕裂香港」、「接良知 HK726」等口號。他們又在現場播放元朗襲擊及近日反對逃犯條例修訂運動等新聞片段。現埸設置了連侬牆供市民和外國旅客發表自己的心聲。而集會人士不時高唱《Do You Hear The People Sing》。
有航空業員工機場員工平日工作都需要掛上禁區證，不明白警員執勤時為何可以沒有委任證。在下午4時，立法會議員譚文豪讀出航空管制員的聲明，表示若政府不作出建設性的回應和回應市民訴求，不排除有升級行動，包括不合作活動，警告香港國際機場是全球最繁忙的機場，行動勢影響香港經濟。但會以公眾安全為先。
晩上10時，大會公布活動結束和宣布該日集會有15,000人參與，參加聯署則有21,082人，當中8,700人為機場人員，其他為市民。大會表示將於翌日旱上11時提交到特首辦。大會發言人再次向受影響旅客表示歉意，指今次集會可以和平、順利進行，反映到香港人決心，希望能夠政府聆聽並付諸實行。如果行政長官林鄭月娥連和平示威的聲音都不聽，代表政府聽民意的能力都已「壽終正寢」。警方表示集會人數最高峰有4,000人出席。而大會公布活動結束後，仍有不少市民自發在機場接機大堂向抵港旅客派發傳單和高呼口號。
反對集會的旅客不滿有關集會妨礙機場運作，感到香港很混亂，影響再次來港意欲。亦有支持集會的旅客支持每個人都有權利去表達他們的意見，當然只要不涉及暴力，個人來說沒有任何不便。

航空業界機場集會全景圖

### 伊利沙伯醫院集會

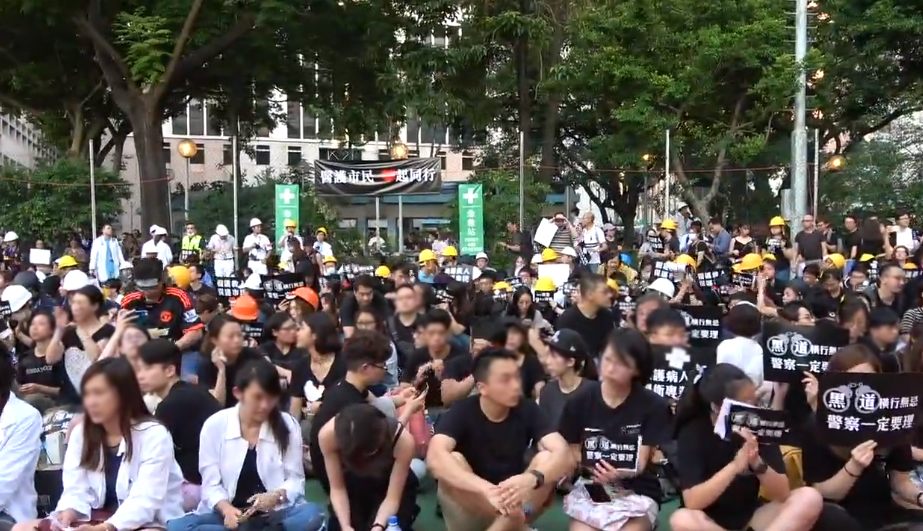
醫護人員集會於傍晚5時50分在護士學校旁的籃球場開始舉行，大會稱有超過1500人參與

集會於傍晚5時50分在伊利沙伯醫院護士學校旁的籃球場開始舉行。集會人士身穿白袍和戴上頭盔，於當眼處掛上委任證，而頭盔表達對暴力事件的擔憂。集會期間亦有人高舉「醫護救人 保護市民」、「保護病人私隱 捍衛專業自主」等標語，並高呼「醫護救人 一視同仁」及「醫護市民 一起同行」等口號。而集會中有不少著名醫生發言，如香港醫學會前會長蔡堅醫生發言時批評政府「狗屎垃圾」，一直未有回應訴求，又呼籲醫護人士要保持自己的專業精神，救護市民。杏林覺醒成員黃任匡則批評警方於元朗暴力事件的不作為，質問警方什麼是專業。
參與集會人士表示前線醫護人員會繼續緊守崗位，秉持赤子之心，捍衞病人私隱，與市民同行，又促請有關人士停止暴力行為，懇請警方克盡己任，嚴正公平執法保護市民免於恐懼。大會稱超過1500人參與，而集會於6時40分結束。

### 中大靜坐集會

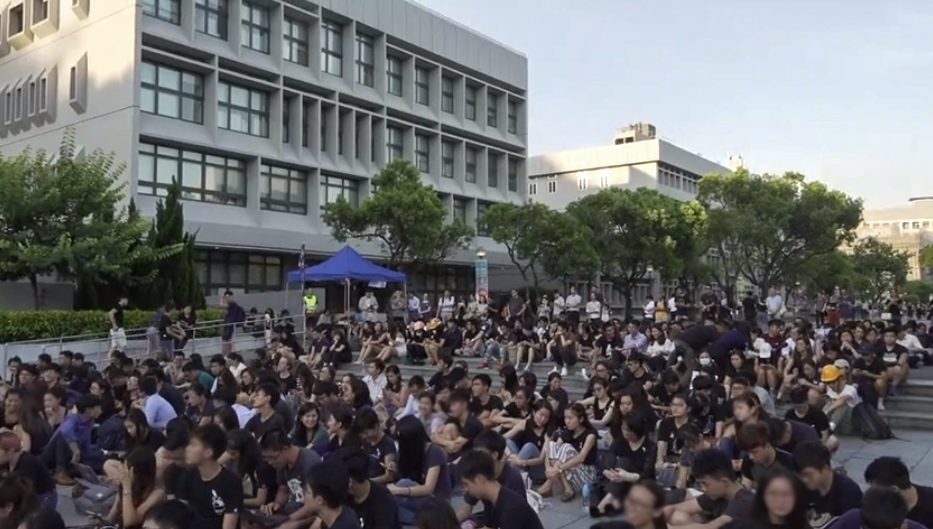
集會於下午5時在香港中文大學百萬大道開始舉行，集會人士包括前線醫護人員及中大醫科畢業生等，大會稱近千人參與

集會於下午5時在香港中文大學百萬大道開始舉行，集會人士包括前線醫護人員及中大醫科畢業生等，發起者之一胡紫瑩認為，行動是為了表達對政府及警隊近日各種不公義行為之不滿。她希望參加者可以放低身份的包袱，以一個香港人的心面對社會的問題。大會稱近千人參與。

## 相關事件

### 示威者與老年旅客發生衝突
晚上9時，一群示威者在抵港大堂與一名穿西裝外套的老人發生口角。期间該名老人不断被示威者圍堵擠撞，而示威者則高聲叫骂，还用激光笔照射老人。亦有人把標語貼在老人後背上，以及一名示威者躺在老人腳下。最終，示威者將該名老人圍堵在了幾百米外的巴士站，並踩住了老人的行李箱不讓其離開。示威者要求該名老人道歉，期後報警處理，警方赶到后将事件列为「声称袭击」。但台灣傳媒《自由時報》則指有新影片顯示是老人主動攻擊示威者，撕扯示威者標語，引起示威者不滿。期後示威者只是圍住他，請他說明清楚後再離場。
事件发生后，內地網民一度流傳被辱骂的老人是华裔数学家丘成桐，但后来媒体联系后，丘成桐回应并非本人，并反问这是不是示威者心目中要保护的自由和人权。有消息稱，涉事老翁姓毛，國僑辦旗下的中通社則稱涉事老翁姓劉。

### 被批評虛假宣傳
據中國大陸媒體報導，示威者不断向旅客派发宣传品，如果有人接过传单，示威者就会「像得胜一样鼓掌」，報導又指有人用虚假消息迷惑旅客，称欢迎来到「元朗购物节」。據香港中聯辦旗下媒體《大公报》报道，示威者制作了极似微信支付宝的二维码贴在后背，上面写着扫码领红包，但点进去却是宣传内容。

## 外部連結
- 機場內的集會片段，一名拖行行李箱的人士疑似打落一名集會人士手上的標語 （页面存档备份，存于）